# كلير فرنسيس
كلير فرنسيس (بالإنجليزية: Clare Francis)‏‏ (17 أبريل 1946 - ) روائية من المملكة المتحدة.

## الجوائز
- عضو رتبة الإمبراطورية البريطانية